# St. Martin (Amperpettenbach)

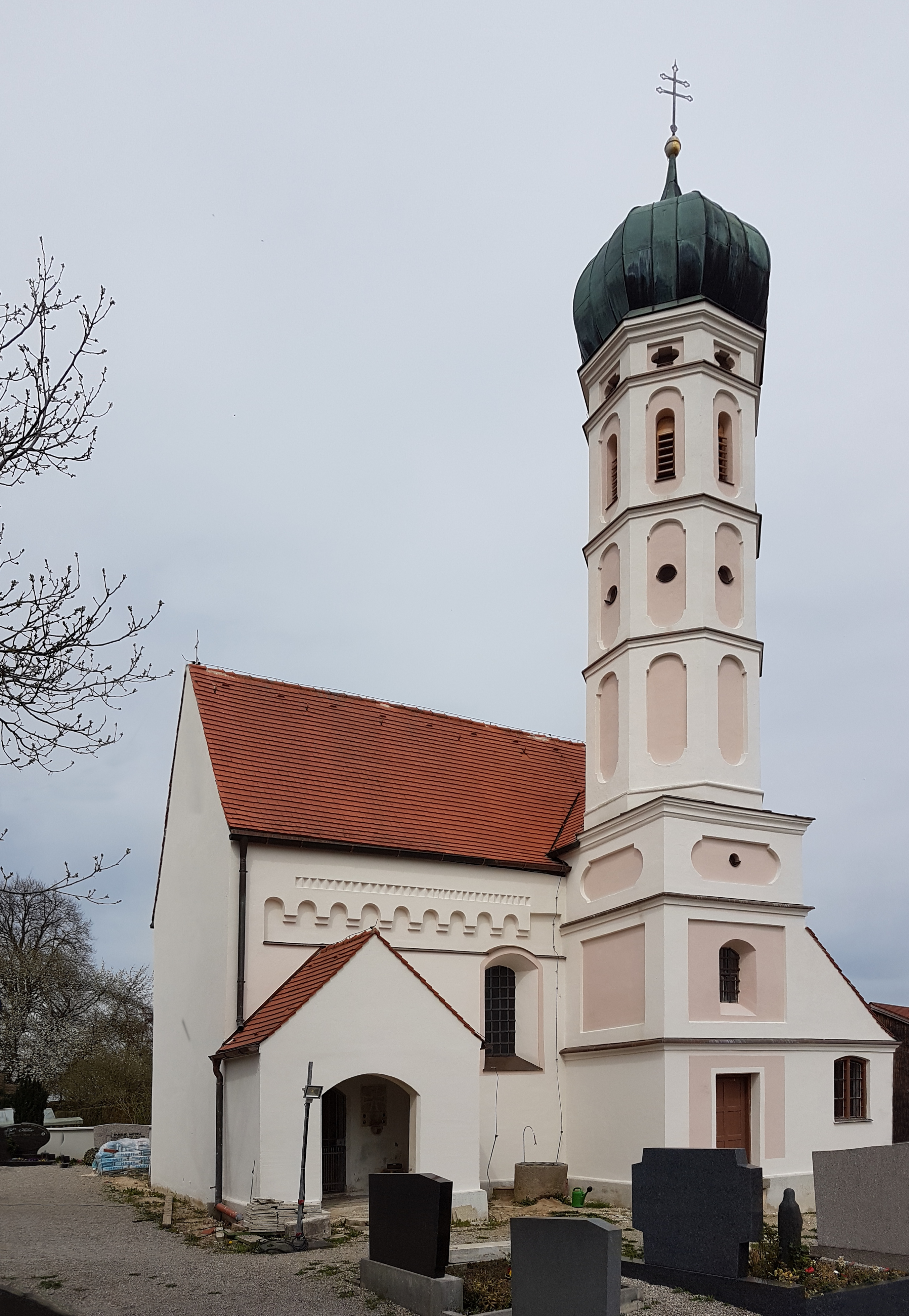
St. Martin in Amperpettenbach

Die römisch-katholische Filialkirche St. Martin steht in Amperpettenbach, einem Gemeindeteil von Haimhausen im bayerischen Landkreis Dachau. Das Bauwerk ist als Baudenkmal unter der Nr. D-1-74-121-11 eingetragen. Die Kirche gehört zum Erzbistum München und Freising.

## Beschreibung
Die im Kern romanische Saalkirche wurde um 1500 erbaut und um 1677 verändert. Sie besteht aus einem Langhaus zu drei Jochen, einem Chor mit Fünfachtelschluss im Osten und einem Chorflankenturm auf quadratischem Grundriss an der Südwand des Chors, dessen untere Geschosse aus dem frühen 16. Jahrhundert stammen, und der im 17. Jahrhundert mit achteckigen Geschossen aufgestockt und mit einer Zwiebelhaube bedeckt wurde. Der Innenraum des Chors ist mit einem Netzgewölbe überspannt. Der Hochaltar wurde 1677 aufgestellt. Sein Altarretabel wird von den Skulpturen der Kosmas und Damian flankiert.